# Museo storico Giuseppe Garibaldi
Il Museo storico Giuseppe Garibaldi di Como è uno spazio espositivo inaugurato nel 1932 e dedicato a Giuseppe Garibaldi in memoria del soggiorno dell'eroe nella città lariana nel 1866. La maggior parte dei reperti conservati sono ascrivibili al periodo risorgimentale.

## Storia
Il museo è ospitato all'interno di palazzo Olginati, dimora gentilizia risalente al XV secolo. Originariamente appartenente alla famiglia De Curte, l'edificio fu più volte rimaneggiato nel corso dei secoli. Agli interventi dei Della Torre Rezzonico (XVII secolo) seguirono quelli realizzati su commissione degli Olginati (1853), famiglia che infine donò il palazzo al comune di Como affinché venisse fondato nella città lariana un museo del Risorgimento. Gli Olginati ospitarono spesso Giuseppe Garibaldi nelle loro dimore gentilizie (tra le quali si annovera la villa Olginati di Montano Lucino) e, in particolare, presso il loro palazzo di Como.
La prima collezione di cimeli risorgimentali esposti nella città lariana risale al 1884. Nel 1932 questi reperti vennero trasferiti a palazzo Olginati, dando origine al museo attuale. I cimeli andarono a integrare una collezione già esistente di oggetti rappresentativi della nobiltà cittadina tra i secoli XVIII e XIX, tra cui una cospicua raccolta di merletti. Le esposizioni presenti nel museo furono completate nel 1963. 

## Le collezioni
Le collezioni sono distribuite in quattro aree tematiche, che corrispondono ad altrettante sezioni specifiche: Risorgimento, storia contemporanea, etnografia e quadreria. Sono anche conservati reperti pre-risorgimentali risalenti al periodo napoleonico. Particolare attenzione è dedicata alla battaglia di San Fermo, celebre scontro della seconda guerra d'indipendenza avvenuto vicino a Como dove l'Imperial Regio Esercito venne sconfitto da Giuseppe Garibaldi. 
Il museo conserva anche testimonianza dei ventinove garibaldini nati in provincia di Como che parteciparono alla spedizione dei Mille, salpati la sera del 5 maggio 1860 dallo scoglio di Quarto. La datazione delle collezioni ascrivibili alla storia contemporanea arriva fino alla seconda guerra mondiale.
Nel museo è altresì conservato l'originale dell'Appressamento della morte, opera scritta da Giacomo Leopardi nel 1816 e fortuitamente ritrovata da un discendente di Alessandro Volta all'interno del palazzo che la stessa famiglia possedeva nella vicina via Volta.